# Milas (Muğla)
Pour les articles homonymes, voir Milas.
Milas est un chef-lieu de district de la province de Muğla. Elle est considérée comme le site de l'antique Mylasa (en grec ancien Μύλασα), capitale de la Carie. C'est la seconde ville de la province par sa population. Le district de Milas possède plus de vingt sites archéologiques et historiques.

## Géographie
Milas est dans une plaine fertile, au pied de montagnes dans lesquelles il y a d'importantes carrières de marbre qui ont servi à la construction des monuments de la ville depuis l'Antiquité.
Le géographe grec Strabon parle en ces termes de Mylasa (vers 57 av. J.-C.- avant 25 apr. J.-C.):

« Mylasa est bâtie dans une plaine extrêmement fertile, au-dessous d'une montagne qui s'élève à pic à une très grande hauteur et qui renferme une carrière de très beau marbre blanc. Or, ce n'est pas un mince avantage pour une ville d'avoir à sa portée et en si grande quantité les matériaux réputés les plus précieux pour la construction des édifices publics, et principalement des édifices religieux. »

— Strabon, Géographie [détail des éditions] [lire en ligne], XIV, 2, Rhodes et la Carie, §23.
Au Ier siècle, Pline l'Ancien vante les fibres de chanvre produites à Mylasa bien qu’il les place après celles d’Alabanda.
Milas possède un aéroport international qu'elle partage avec Bodrum (code AITA : BJV).

## Histoire
Au VIe siècle av. J.-C., Milas/Mylasa et sa région sont sous la domination des Perses achéménides. Pendant le règne de Mausole (vers 376-353 av. J.-C.), satrape de Carie, Milas perd sa suprématie au profit d'Halicarnasse.
À partir de 334 av. J.-C., les campagnes d'Alexandre font rentrer toute l'Anatolie dans le giron grec. À la mort d'Alexandre en 323 av. J.-C., l'ouest de l'Anatolie est attribué à Lysimaque.
Après les campagnes de Pompée, toute l’Anatolie est romaine (67 - 64 av. J.-C.). Vers 40 av. J.-C., Mylasa souffre des guerres civiles romaines. Le général romain transfuge Quintus Labienus allié au roi parthe Pacorus Ier attaque les possessions romaines en Anatolie, mais les Romains reprennent le terrain en 39 av. J.-C..
La ville reste romaine puis byzantine. La défaite de l’empereur byzantin Romain Diogène contre le seldjoukide Alp Arslan à la bataille de Manzikert (Malazgirt, près du lac de Van) en 1071 fait passer tout le centre de l’Anatolie sous domination turque. Les régions côtières de la mer Égée, dont fait partie Milas, restent possession des Byzantins. L’effondrement du sultanat seldjoukide de Roum devant les Mongols à la bataille de Köse Dağ le 26 juin 1243 permet aux émirs turkmènes chargés de protéger les frontières avec l’empire byzantin de prendre leur indépendance. Ils créent des beylicats autonomes qui survivront à la disparition du sultanat en 1307.
Milas devient la possession de l’émir Menteşe en 1261. Milas est, avec Milet, une des capitales du beylicat de Menteşe. Ensuite, les beys préfèrent construire une ville nouvelle à Beçin quelques kilomètres plus au sud dont le site est plus facile à défendre. Les beys Menteşe sont soumis au pouvoir ottoman pour la première fois en 1390 sous le règne de Bayezid Ier. Après 1402 et la défaite de Bayezid Ier, Tamerlan restitue le beylicat à Menteşeoğlu İlyas Bey, qui reconnaît la suzeraineté ottomane en 1414. L'incorporation définitive au royaume ottoman intervient en 1424.

## Les sites touristiques

### Dans la ville de Milas
Uzun Yuva
Uzun Yuva (long nid) est au départ une colonne isolée de 3 m de haut coiffée d'un nid de cigognes. Cette colonne s'est révélée, à la suite de fouilles clandestines découvertes en 2010, être un monument posé sur le socle d'un tombeau semblable en tout point au Mausolée d'Halicarnasse. Bien que le monument n'ait jamais été terminé, le soubassement comporte un caveau, pillé, mais qui contient un magnifique sarcophage sculpté sur ses quatre faces. Selon les archéologues turcs en charge du dossier, il s'agirait du tombeau du père de Mausole, Hekatomnos. Le site, à l'exception du caveau, est aménagé et visitable.
Baltalı Kapı
Baltalı Kapı (Porte de la hache) est une porte de l'époque romaine dont le nom provient de la sculpture d'une hache sur la clé de voûte de l'arche de la porte. La hache est l’attribut de Jupiter Labradéen (Zeus de Labranda).
Gümüşkesen
Le monument appelé Gümüşkesen (bourse d’argent) est dans un quartier appelé Gümüşlük ((quartier) en argent) au nord-est de Milas. C’est un mausolée probablement le modèle en réduction du mausolée d'Halicarnasse qui a donné son nom à ce genre de monument. Celui-ci date du Ier ou IIe siècle.
Ulu Cami
Ulu Cami (Grande Mosquée) a été achevée pendant le règne du mentecheïde Ahmet Gazi en 1378. Elle est construite sur un plan basilical. Un escalier extérieur barrant en oblique la façade permet de monter dans le minaret. Elle est située dans le quartier de Hocabedrettin.
Firuz Bey Camii
Firuz Bey Camii (mosquée de Firuz Bey) ou Kurşunlu Camii (mosquée (couverte) de plomb) terminée en 1396 pendant la première occupation ottomane par le gouverneur mentecheïde Firuz Bey. Elle a été construite avec un marbre aux reflets bleutés qui la fait surnommer Gök Cami (mosquée bleu ciel). Elle est de style typiquement ottoman,. Elle est située dans le quartier de Firuzpaşa.
Çöllüoğlu Hanı
Le caravansérail de Çöllüoğlu date de l’époque ottomane (1720). Il est construit sur deux étages avec des matériaux récupérés sur des bâtiments plus anciens.

### Dans le district de Milas

#### Beçin
Beçin n'est qu'à moins de 5 km au sud de Milas. L'agglomération du XIVe siècle est au sud-ouest de la forteresse. L’occupation de ce site est certainement antérieure au transfert de la capitale des Menteşe de Milas à Beçin. Il continue à faire l’objet de fouilles

#### Héraclée du Latmos
La ville antique d’Héraclée du Latmos se trouve sur la rive nord-est du lac Bafa au pied du mont Latmos. Héraclée est à un peu plus de 30 km au nord-ouest de Milas.

#### Labranda
Les ruines de Labranda (en grec Λάϐραυνδα), Labraunda ou Labraynda, sont à environ 13 km par la route, au nord de Milas. C’était un centre religieux pour toute la Carie avant le Ve siècle av. J.-C. Une voie sacrée reliait Mylasa à Labranda.

#### Euromos

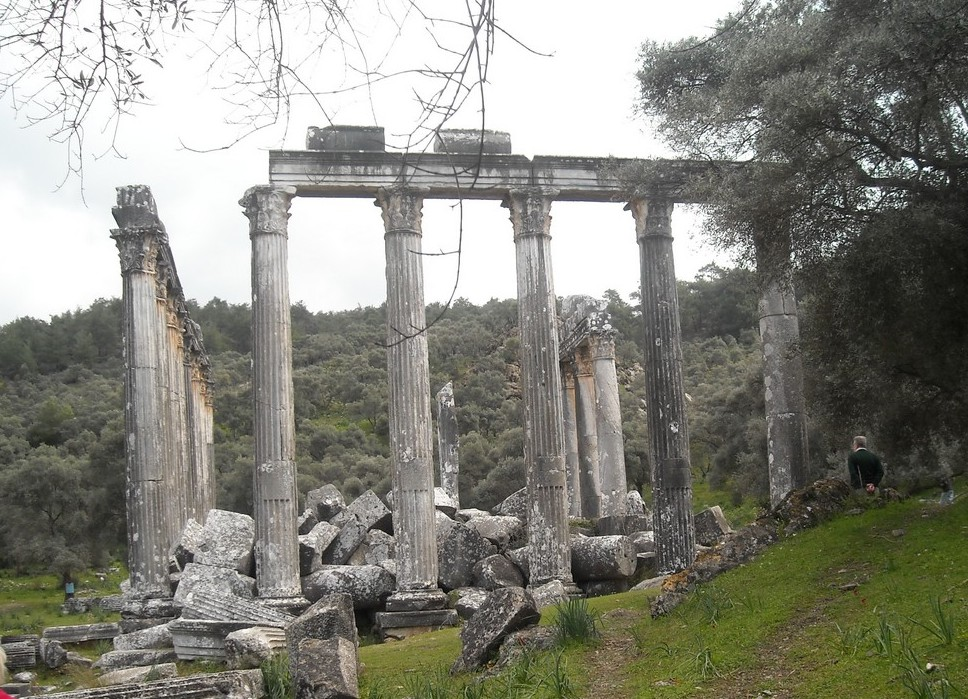
Euromos, temple de Zeus

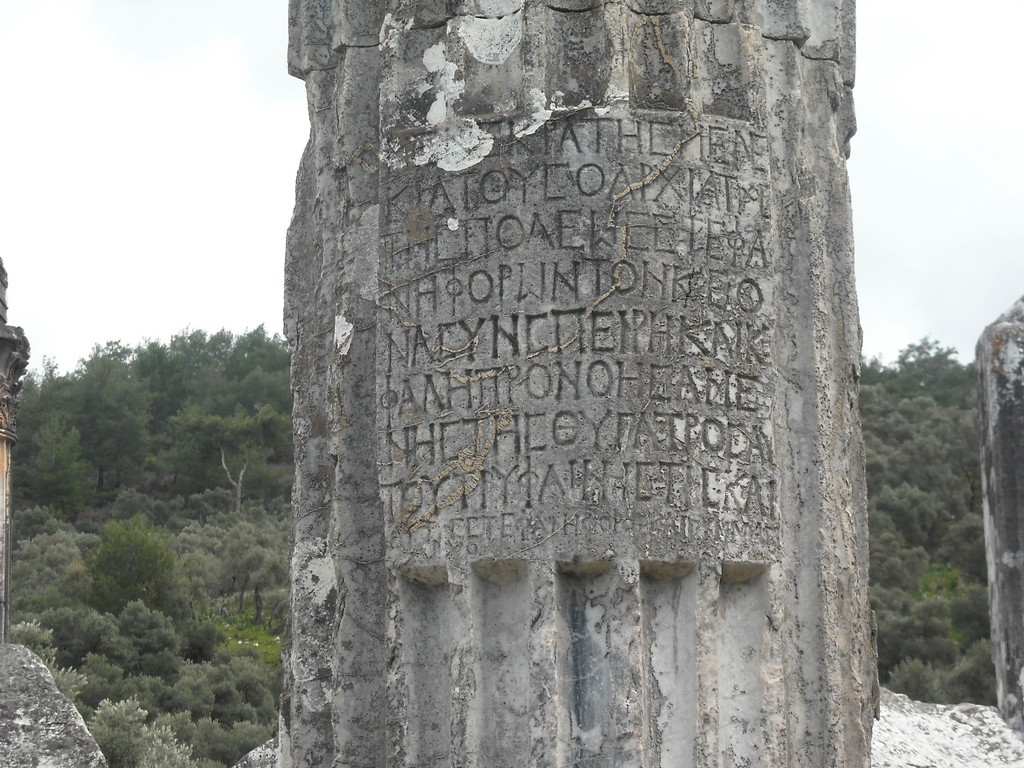
Euromos, colonne dédicacée

Euromos (en grec : Εὐρώμη, en latin Eurome ou Euromus), Euromé ou Euromus est à 12 km au nord-ouest de Milas sur la route de D525 vers Aydın et İzmir. La cité portait le nom de "Cyramos" ou "Hyramos" au Ve siècle av. J.-C. La forme grecque "Euromos", signifiant "fort" résulte vraisemblablement de la politique d'hellénisation de Mausole.
Le site est au milieu des oliviers sur les pentes d’une colline à l’est de la route. Le monument le plus significatif est un temple dédié à Zeus. Il appartient à l'ordre corinthien et date du IIe siècle apr. J.-C. Il comporte 6 colonnes sur l'architrave et 11 colonnes sur les côtés. Certaines des colonnes de ce temple ont la particularité de comporter des inscriptions à la gloire du généreux donateur qui les finança, le médecin Ménécratès. D'autres colonnes ne sont pas cannelées : il semblerait qu’il n’ait jamais été terminé car la région a subi une épidémie de peste en 166 et le site a été abandonné à cette époque. Le fait que ce temple n’a pas été transformé en église renforce cette impression. L'agora, à proximité, est entourée d'une stoa dont quelques colonnes sont encore debout. Un peu plus loin se trouvait un grand théâtre dont il ne reste aujourd'hui que quelques gradins. Des fouilles ont débuté en 1970, mais n’ont pas été poursuivies.
Euromé est citée par Tite-Live parmi les cités grecques que Titus Quinctius Flamininus, général en chef des armées romaines dans la Seconde guerre macédonienne, libère après la défaite de Philippe V de Macédoine en 197 av. J.-C.,

#### Olymos
Olymos est située aux environs du village de Kafaca à 8 km au nord-ouest de Milas.

#### Iasos
Iasos (en grec Ἰασός) est une cité grecque sur la côte de la mer Égée à 28 km à l’ouest de Milas à l’emplacement de l’agglomération actuelle de Kıyıkışlacık L’occupation du site remontrait au troisième millénaire av. J.-C. Au IXe siècle av. J.-C., la ville est fondée par des colons d’Argos. La région est devenue un site de tourisme balnéaire.

#### Keramos
Keramos (en grec : Κέραμος, poterie) est une cité grecque sur la côte de la mer Égée à 50 km par la route au sud de Milas. Le site est actuellement occupé par la ville d’Ören à un peu plus de 2 km de la côte dans une plaine alluviale. La ville est entourée de murailles. On peut trouver des hypogées creusés dans les flancs de la montagne. Keramos tient son nom de la céramique qu’on y produisait.

#### Bargylia
Bargylia (en grec : Βαργυλίον ; en latin : Bargylia ou Bargyliæ) ou Bargylies est une cité grecque au fond d’un golfe de la mer Égée à 30 km au sud-ouest de Milas, 6 km  au sud Güllük. La ville de Güllük est proche des pistes de l’aéroport de Milas-Bodrum et  est envahie par les lotissements de vacances. Strabon la situe entre Myndos et Caryande. En 2015, son site historique est mis en vente pour la somme de 8 millions d'euros.